# دارين ستامب
دارين ستامب (بالإنجليزية: Darren Stamp)‏ هو لاعب قذف أيرلندي، ولد في 2 ديسمبر 1980 في Oulart ‏ في جمهورية أيرلندا.